# Copequén
Copequén (agua del Pequén en mapudungun) es una localidad chilena, ubicada a 5 km al oriente de Coinco, comuna a la cual administrativamente pertenece, en la Región de O'Higgins. Según el censo de 1992 tiene una población de 2.056 habitantes.  
Un grupo importante de Promaucanes se asentó en el sector de Copequén en la época precolombina. El arribo de la cultura inca se produjo en el siglo XIV, permaneciendo no más de 250 años en la localidad de Copequén en donde se radicó el Curaca o gobernador designado por el Imperio Inca, cuyo dominio se extendía desde el río Aconcagua al Maule. El arribo de los españoles a la zona se registra alrededor de 1545 siendo el primer encomendero don Pedro de Miranda. A partir de esos momentos se comienzan a construir en Copequén las primeras casas a la usanza hispánica y la "Capilla de Adoctrinamiento Cristiana".
Actualmente es un sector netamente rural. Al surponiente de Copequén está ubicada la fuente de agua mineral Cachantún, la cual es explotada de forma industrial desde 1920, y en 1960 fue comprada por la Compañía de Cervecerías Unidas (CCU).